# Otto Techow (Politiker)
Otto Techow (* 25. Januar 1806 in Kulm, Westpreußen; † nach 1870) war ein deutscher Rittergutsbesitzer sowie Mitglied des Reichstags des Norddeutschen Bundes und des Zollparlaments.

## Leben
Otto Techow war Besitzer der Güter Morsk und Dzikowo im westpreußischen Landkreis Schwetz. Von 1867 bis 1871 war er Abgeordneter im  Reichstag des Norddeutschen Bundes für den Wahlkreis Marienwerder 5 (Schwetz). In dieser Eigenschaft war er auch Mitglied des von 1868 bis 1870 tagenden Zollparlaments. Er gehörte der Nationalliberalen Partei an.